# تورگوت، موغله
تورگوت، موقلا (به لاتین: Turgut, Muğla) یک منطقهٔ مسکونی در ترکیه است که در استان موغله واقع شده‌است.

## خصوصیات
تورگوت ۲٬۰۶۵ نفر جمعیت دارد و ۵۵۰ متر بالاتر از سطح دریا واقع شده‌است.